# Афрікантов Ігор Іванович
І́гор Іва́нович Афріка́нтов (нар. 21 жовтня 1916 — 19 липня 1969) — радянський конструктор та організатор робіт зі створення ядерних реакторів та обладнання для ядерної промисловості, цивільного та військово-морського флоту, доктор технічних наук, Герой Соціалістичної Праці, лауреат Ленінської та Сталінської премії, засновник, керівник та головний конструктор (з 1951 року) Дослідного конструкторського бюро машинобудування. Засновник фізико-технічного факультету Горьківського політехнічного інституту ім. А. А. Жданова (нині — Інститут ядерної енергетики і технічної фізики Нижньогородського державного технічного університету ім. Р. Є. Алексєєва).

## Біографія
Народився в родині сільських вчителів у селі Пушкарка Нижньогородської губернії. Після закінчення школи 1934 року поступив у Горьківський політехнічний інститут, отримав кваліфікацію суднобудівника-теплотехніка.
У 1939—1942 роках — начальник групи конструкторського бюро Сталінградської суднобудівної верфі.
З 1942 року працював на машинобудівному заводі у місті Горькому. Пройшов шлях від начальника відділення до головного конструктора (1951—1951) та керівника (1954—1969).
Він керував роботами щодо проектування 9 промислових уран-графітових реакторів і 5 важководних реакторів. Також очолював конструкторським бюро, яке проектувало та впроваджувало виробництво першого у світі енергетичного реактора на швидких нейтронах з натрієвим теплоносієм ШН-350 та ШН-600. За розробку та пуск дифузійних заводів, що забезпечили виробництво високозбагаченого урану, Ігор Афрікантов отримав Сталінську премію, а згодом і Ленінську премію.

## Пам'ять
Іменем І. І. Афрікантова в 1998 році було названо науково-виробничий центр атомного машинобудування «Дослідне конструкторське бюро машинобудування».
У жовтні 2018 року у Нижньому Новгороді, на території Дослідницького бюро, вченому було відкрито пам'ятник. Меморіал створив місцевий скульптор Віктор Пуріхов.

## Нагороди та звання
За створення реакторної установки першого атомного криголама «Ленін» І. І. Афрікантову 1960 року було присвоєне звання Героя Соціалістичної Праці.
Нагороджений трьома орденами Леніна (1951, 1959, 1960), орденами Трудового Червоного Прапора (1954), Червоної Зірки (1945), «Знак Пошани» (1944), медаллю «За доблесну працю у Великій Вітчизняній війні 1941—1945 рр.»
Лауреат Сталінської (1953) і Ленінської премії (1958).